# Spirit of de Grisogono
De Spirit of de Grisogono (dat is Geest van De Grisogono) is 's werelds grootste geslepen zwarte diamant en de op vier na grootste diamant ter wereld. De diamant, ontdekt in Centraal-Afrika, was bij de vondst 587 karaat (117 g) en werd later door de Zwitserse juwelier De Grisogono geslepen met de techniek die ook door de slijpers van de Indische stenen van de Moguls werd gebruikt. De geslepen versie van de diamant weegt 312,24 karaat (62,45 g) en is gelegd in een witgouden ring met 702 kleinere witte diamanten van in totaal 36,69 karaat (7,34 g).
De steen is veel groter dan de eveneens zwarte Amsterdam-diamant die 33,74 karaat weegt.
Hopediamant · Centenary · Cullinan · Koh-i-Noor · Lepelmaker · Bruine van Lesotho · Belofte van Lesotho · Golden Jubilee · Amsterdam-diamant · Darya-ye Noor · Sancy · Beau Sancy · Spiegel van Portugal · Taylor-Burton
Zie ook: Jean-Baptiste Tavernier · Lijst van bekende diamanten